# Skarvanes
Skarvanes (IPA: [ˈskaɹvaneːs], danska: Skarvanæs) är en ort på ön Sandoy, en av de öar som utgör Färöarna. Skarvanes ligger i Húsavíks kommun och hade år 2015 endast 14 invånare. Byn nämns första gången i skriftlig form 1404. Platsen var en av de bästa på öarna för odling av korn, men frånflyttning har skett.
Från Skarvanes finns god utsikt mot Stóra och Lítla Dímun och flera av husen i orten används som sommarhus.
Díðrikur í Kárastovu, även kallad Díðrikur í Skarvanesi, föddes på Stóra Dímun men bodde i Skarvanes, varför han fick sitt smeknamn.

## Befolkningsutveckling
| Befolkningsutvecklingen i Skarvanes 1985–2015 | Befolkningsutvecklingen i Skarvanes 1985–2015 | Befolkningsutvecklingen i Skarvanes 1985–2015 | Befolkningsutvecklingen i Skarvanes 1985–2015 | Befolkningsutvecklingen i Skarvanes 1985–2015 |
| --------------------------------------------- | --------------------------------------------- | --------------------------------------------- | --------------------------------------------- | --------------------------------------------- |
|                                               |                                               |                                               |                                               |                                               |
| År                                            |                                               |                                               | Folkmängd                                     |                                               |
| 1985                                          | 1985                                          |                                               | 7                                             |                                               |
| 1990                                          | 1990                                          |                                               | 4                                             |                                               |
| 1995                                          | 1995                                          |                                               | 7                                             |                                               |
| 2000                                          | 2000                                          |                                               | 4                                             |                                               |
| 2005                                          | 2005                                          |                                               | 5                                             |                                               |
| 2010                                          | 2010                                          |                                               | 7                                             |                                               |
| 2015                                          | 2015                                          |                                               | 14                                            |                                               |
|                                               |                                               |                                               |                                               |                                               |